# هونالو (هاوایی)
هونالو (به انگلیسی: Honalo) یک منطقهٔ مسکونی در ایالات متحده آمریکا است که در شهرستان هاوایی، هاوایی واقع شده‌است. هونالو ۷۶٫۶ کیلومتر مربع مساحت و ۲٬۴۲۳ نفر جمعیت دارد و ۴۲۴ متر بالاتر از سطح دریا واقع شده‌است.